# Eishockey-Europameisterschaft der Frauen
Die Eishockey-Europameisterschaft der Frauen war der von 1989 bis 1996 durchgeführte Wettbewerb für Eishockeynationalmannschaften der Frauen aus europäischen Ländern. Den Europameistertitel konnte sich viermal in Folge Finnland holen, das letzte Turnier gewann Schweden. 
Die Europameisterschaft wurde im jährlichen Wechsel mit der Weltmeisterschaft ausgetragen und diente mit der Ausnahme im Jahr 1995 auch als Qualifikation zur Weltmeisterschaft. Seit 1997 wird die Weltmeisterschaft jährlich ausgespielt (außer in Jahren mit Olympischen Winterspielen), die Europameisterschaft wurde eingestellt.
Ab 1993 wurde zusätzlich eine B-Gruppe für die schwächeren Nationen eingerichtet. Der Sieger der B-Gruppe qualifizierte sich für die A-Gruppe der folgenden Austragung.

## Turniere im Überblick
| Jahr | Gastgeber                                    | Europameister | 2. Platz | 3. Platz    | B-Gruppe                               | Sieger   |
| ---- | -------------------------------------------- | ------------- | -------- | ----------- | -------------------------------------- | -------- |
| 1989 | Düsseldorf und Ratingen (Deutschland)        | Finnland      | Schweden | Deutschland |                                        |          |
| 1991 | Frýdek-Místek und Havířov (Tschechoslowakei) | Finnland      | Schweden | Dänemark    |                                        |          |
| 1993 | Esbjerg (Dänemark)                           | Finnland      | Schweden | Norwegen    | Kiew, Ukraine                          | Lettland |
| 1995 | Riga (Lettland)                              | Finnland      | Schweden | Schweiz     | Esbjerg, Gentofte und Odense, Dänemark | Russland |
| 1996 | Jaroslawl (Russland)                         | Schweden      | Russland | Finnland    | Piešťany und Trnava, Slowakei          | Dänemark |

## Teilnehmer und Platzierungen
| Land                | 1989 | 1991 | 1993 | 1995 | 1996 |
| ------------------- | ---- | ---- | ---- | ---- | ---- |
| Dänemark            | 6    | 3    | 6    | B2   | B1   |
| Deutschland         | 3    | 6    | 4    | 5    | 6    |
| Finnland            | 1    | 1    | 1    | 1    | 3    |
| Frankreich          | –    | 7    | B3   | B5   | B5   |
| Norwegen            | 4    | 4    | 3    | 4    | 4    |
| Kasachstan          | –    | –    | –    | –    | B7   |
| Lettland            | –    | –    | B1   | 6    | B2   |
| Niederlande         | 8    | 10   | –    | B6   | B6   |
| Russland            | –    | –    | –    | B1   | 2    |
| Schweden            | 2    | 2    | 2    | 2    | 1    |
| Schweiz             | 5    | 5    | 5    | 3    | 5    |
| Slowakei            |      |      | –    | B4   | B4   |
| Tschechien          |      |      | B2   | B3   | B3   |
| Tschechoslowakei    | 7    | 8    |      |      |      |
| Ukraine             | –    | –    | B5   | B8   | –    |
| Großbritannien      | –    | 9    | B4   | B7   | B8   |
| Teilnehmer A-Gruppe | 8    | 10   | 6    | 6    | 6    |
| Teilnehmer B-Gruppe |      |      | 5    | 8    | 8    |

## Medaillenspiegel
| Rang | Land        | Goldmedaillen | Silbermedaillen | Bronzemedaillen | Gesamt |
| ---- | ----------- | ------------- | --------------- | --------------- | ------ |
| 1    | Finnland    | 4             | –               | 1               | 5      |
| 2    | Schweden    | 1             | 4               | –               | 5      |
| 3    | Russland    | –             | 1               | –               | 1      |
| 4    | Dänemark    | –             | –               | 1               | 1      |
|      | Deutschland | –             | –               | 1               | 1      |
|      | Norwegen    | –             | –               | 1               | 1      |
|      | Schweiz     | –             | –               | 1               | 1      |